# Jón Þorláksson

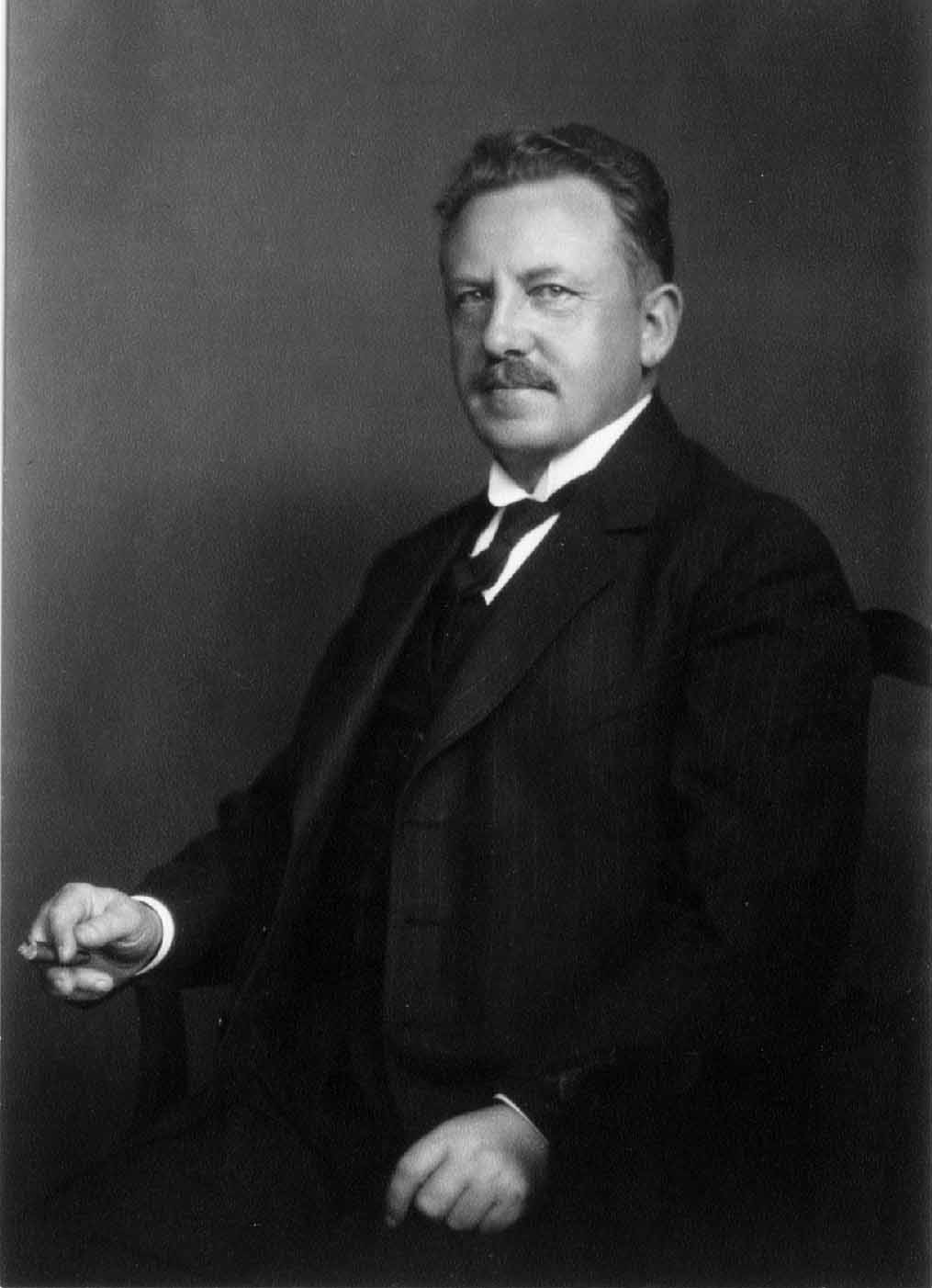
Jón Þorláksson

Jón Þorláksson, född 3 mars 1877, död 20 mars 1935, var Islands statsminister från 8 juli 1926 till 28 augusti 1927. 
Jón var medlem i det idag nedlagda partiet Ínhaldsflokkurinn som växte ihop sig med ett liberalt parti för att senare grunda Sjálfstæðisflokkurinn. Han var utbildad ingenjör vid ett universitet i Köpenhamn. Han var även Reykjaviks borgmästare från år 1932 till 1935.